# Gliese 667 Cf
Gliese 667 Cf es un exoplaneta supertierra descubierto en 2013 por el espectrógrafo HARPS, y confirmada su existencia, que orbita la estrella Gliese 667 C, a una distancia de 23,6 años luz. Gliese 667 C se encuentra en un sistema estelar triple en la constelación del Escorpión, y el planeta es el tercero o cuarto con respecto a la distancia de su estrella, en un sistema formado por al menos seis planetas.

## Características físicas y habitabilidad[1]
Gliese 677C f es una supertierra con una masa aproximada de 2,70 veces la de la Tierra, y su radio es 1,4 veces el de la Tierra. Según estas estimaciones, es el planeta confirmado posiblemente habitable, el más pequeño encontrado hasta el momento. Esto implicaría que su gravedad podría ser la menos mayor que en la Tierra, comparado con otros exoplanetas posiblemente habitables, al tener menos masa y menos radio que ellos. Gliese 667 Cf se encuentra en la zona de habitabilidad de su estrella Gliese 667 C, con un periodo orbital sideral de unos 39 días. El planeta posee una similitud con la Tierra de un 77 % (Marte es un 64 %).
Suponiendo que tuviera la misma densidad atmosférica que la Tierra, su temperatura media sería de -14 °C, más fría que la Tierra con 15 °C.
En noviembre de 2013 se confirmó que el planeta existe.